# BTR-60
BTR-60 je sovjetski oklopni transporter na osam kotača razvijen pred kraj 1950-ih kako bi zamijenio BTR-152.